# Rhaxonycha bilobata
Rhaxonycha bilobata is een keversoort uit de familie soldaatjes (Cantharidae). De wetenschappelijke naam van de soort werd in 1949 gepubliceerd door McKey Fender.